# Tüskeböki és pajtásai
A Tüskeböki és pajtásai (eredeti cím: Mecki und seine Freunde) német–magyar televíziós rajzfilmsorozat, amely Hermann és Ferdinand Diehl regénye alapján készült. A rajzfilmsorozatot az Infafilm GmbH és az InterPannonia készítette 1994-ben.

## Szereplők
| Szereplő                  | Eredeti hang          | Magyar hang             |
| ------------------------- | --------------------- | ----------------------- |
| Tüskeböki (Tüsi) Sámuel   | Ekkehardt Belle       | Kassai Károly           |
| Tüskeböki Margó           | Monika Schwarz        | Kocsis Mariann          |
| Tüskeböki Marci           | Matthias von Stegmann | Simonyi Balázs          |
| Tüskeböki Zsuzsi          | Irina Wanka           | Simonyi Piroska         |
| Joe bácsi                 | Hans Rainer-Müller    | Várkonyi András         |
| Fifi                      | Oliver Grimm          | Szokol Péter            |
| Harkály Harry             | Christian Marschall   | Beregi Péter            |
| Hörcsög Hermann           | Gernot Duda           | Szabó Ottó              |
| Szarka Szandra            | N/A                   | Bíró Anikó              |
| Veréb Vilmos              | N/A                   | Pusztaszeri Kornél      |
| Pele Paula                | N/A                   | Kiss Erika              |
| Nyúl Ulrike tanárnő       | N/A                   | Andresz Kati            |
| Mókus Móric               | N/A                   | Molnár Levente          |
| Pele Petra                | N/A                   | Molnár Ilona            |
| Bagoly Boldizsár          | N/A                   | Szvetlov Balázs         |
| Menyét Menyus             | N/A                   | Orosz István            |
| Fiona Gvendolina          | N/A                   | Szabó Éva               |
| Vadliba Kuno              | N/A                   | Galambos Péter          |
| Vadliba Hans              | N/A                   | Kőszegi Ákos            |
| Clay Buns                 | N/A                   | Rosta Sándor            |
| Görény Ferenc             | N/A                   | Vass Gábor              |
| Mókus Móric anyja         | N/A                   | Vennes Emmy             |
| Rádióbemondó              | N/A                   | Dimulász Miklós         |
| Kacsa turisták            |                       |                         |
| Emil                      | N/A                   | Hankó Attila            |
| Ottilia                   | N/A                   | Mihók Éva               |
| Gácsér Fridri             | N/A                   | Garai Róbert            |
| Gácsér Frida              | N/A                   | Rácz Kati               |
| Gácsér Fritz              | N/A                   | Halasi Dániel           |
| Kacsa Edward              | N/A                   | Holl Nándor             |
| Gitáros kacsa             | N/A                   | Imre István             |
| Kiskacsa lány a szüleivel | N/A                   | Csondor Kata            |
| Kacsa hölgyek             | N/A                   | Fodor Zsóka Mics Ildikó |

### Magyar szinkron
| Felolvasó         | Kovács M. István  |
| Magyar szöveg     | Dr. Hársing Lajos |
| Szerkesztő        | Kovács Katalin    |
| Hangmérnök        | Varga Zita        |
| Vágó              | Virág Éva         |
| Gyártásvezető     | Rózsavölgyi Ilona |
| Szinkronrendező   | Bursi Katalin     |
| Produkciós vezető | Ozorai Katalin    |
| Szinkronstúdió    | Filmhatár Kft.    |
| Megrendelő        | Magyar Televízió  |

## Alkotók
- Alapmű: Hermann és Ferdinand Diehl
- Írta: Irene Rodrian
- Dramaturg: Michael Harty
- Rendezte: Szórády Csaba, Ternovszky Béla
- Dialóg rendező: Marianne Croissant
- Zenéjét szerezte: Frank és Stefan Wulff
- Hangmérnők: Sergio Korytowski
- Hang-keverés: Sigbert Stark, Anton Vetter
- Vágó: Silvia Nawrot, Christine Zech
- Figuraterv: Reinhard Michl
- Háttér: Nepp József
- Animációs rajzolók: Ivo Ganchev, Foky Emmi, Nyírő Erzsébet
- Szerkesztő: Brigitte Schroedter
- Gyártásvezető: Jochen Riedel
- Totális vezető: Manfred Korytowski
- Produkciós vezető: Ács Karola, Kunz Román, Morvay Gábor

Készítette a BR megbízásából az Infafilm GmbH és az Pannónia Film Kft.

## Epizódlista
| #   | Kód | Magyar cím          | Eredeti cím       | Magyar bemutató      | Eredeti bemutató   |
| --- | --- | ------------------- | ----------------- | -------------------- | ------------------ |
| 1.  | 1.  | Születésnap         | Geburtstag        | 1997. augusztus 24.  | 1995. október 15.  |
| 2.  | 7.  | Telihold            | Vollmond          | 1997. október 5.     | 1995. október 10.  |
| 3.  | 3.  | Kanyaró             | Masern            | 1997. szeptember 7.  | 1995. november 5.  |
| 4.  | 5.  | Vihar               | Gewitter          | 1997. szeptember 21. | 1995. november 12. |
| 5.  | 4.  | A házaló            | Das blaue Wunder  | 1997. szeptember 14. | 1995. november 19. |
| 6.  | 2.  | Bajba került repülő | Flieger in Not    | 1997. augusztus 31.  | 1995. november 26. |
| 7.  | 6.  | Lámpaláz            | Lampenfieber      | 1997. szeptember 28. | 1995. december 3.  |
| 8.  | 12. | A zongora           | Ein Klavier       | 1997. november 16.   | 1995. december 10. |
| 9.  | 10. | Erdőtűz             | Waldbrand         | 1997. október 26.    | 1995. december 17. |
| 10. | 13. | Furcsa látogató     | Der Kissenknicker | 1997. november 30.   | 1995. december 31. |
| 11. | 8.  | Jómadarak           | Schräge Vögel     | 1997. október 12.    | 1996. január 1.    |
| 12. | 11. | Meglepetések        | Schöne Bescherung | 1997. november 2.    | 1996. január 7.    |
| 13. | 9.  | Az oroszlán         | Der Löwe          | 1997. október 19.    | 1996. január 14.   |